# GSSP Pleistozän/Holozän
Koordinaten: 75° 6′ 0″ N, 42° 19′ 12″ W
Der GSSP Pleistozän/Holozän ist ein stratigraphisches Referenzprofil, das die Grenze zwischen dem Pleistozän und dem Holozän festlegt. Im Gegensatz zu anderen GSSPs, die in marinen oder terrestrischen Sedimentabfolgen liegen, dient in diesem Fall der Eisbohrkern-2 des North Greenland Ice Core Project (NGRIP) als Referenzprofil. Die Grenze wurde auf 11700 Jahre vor dem Jahr 2000 (b2k) datiert. Der Bohrkern wird am Niels-Bohr-Institut für Astronomie, Physik und Geophysik der Universität Kopenhagen aufbewahrt.

## Geschichte
Der GSSP Pleistozän/Holozän, auch GSSP Holozän, war 2004 von einer Arbeitsgruppe bestehend aus Mitgliedern der Subcommission on Quaternary Stratigraphy (SQS) und dem INTIMATE-Projekt (engl. Abkürzung für Integration of ice-core, marine and terrestrial records – Integration sedimentärer Aufzeichnungen in Eisbohrkernen, marinen und terrestrischen Abfolgen) vorgeschlagen worden. Dieser Vorschlag wurde 2008 von der International Union of Geological Sciences (IUGS) ratifiziert. Wissenschaftlich beschrieben wurde der GSSP zum ersten Mal von Mike Walker u. a. im Jahr 2009.

## Beschreibung und Definition

Kurven zu den Isotopenverhältnissen und dem Staubgehalt im Pleistozän-Holozän-Grenzintervall des NGRIP2-Eisbohrkerns mit Markierung der exakten Position der Grenze (Strichellinie; die Zeit läuft von rechts nach links)

Die NGRIP-Bohrung erfolgte zwischen 1996 und 2003 im nordgrönländischen Eisschild auf 75,10° nördlicher Breite und 42,3° westlicher Länge. Die Bohrung durchfuhr insgesamt 3085 Meter an Eis, bevor sie auf anstehendes Gestein traf. Datierungen ergaben, dass die beiden gezogenen Kerne die letzten 123000 Jahre BP dokumentieren und somit bis ins letzte Interglazial (Eemium) zurückreichen.
Die Basis des Holozäns befindet sich bei 1492,45 Bohrmetern im obersten Abschnittes des NGRIP2-Kerns und ist als diejenige Eislage definiert, ab der das Eis deutlichste Signale für eine Klimaerwärmung liefert. Dieses klimatische Ereignis markiert im ausgehenden Pleistozän das Ende der Jüngeren Dryas bzw. des Grönlandstadials 1.
Die Klimaerwärmung äußert sich durch folgende physiko-chemikalische Veränderungen im Grönlandeis:
- eine Zunahme schwerer Sauerstoffisotope (d. h. höhere δ18O-Werte)
- eine Zunahme schweren Wasserstoffs (δ D-Werte) bei gleichzeitigem Rückgang im Deuteriumüberschuss d
- niedrigere Staubkonzentration (im ppb-Bereich), erkennbar an der abfallenden elektrischen Leitfähigkeit
- signifikante Änderungen in den Verhältnissen der im Eis gelösten Stoffe, darunter ein Rückgang der Natriumkonzentration und folglich des Meersalzgehaltes
- eine Zunahme der Mächtigkeit der jährlichen Eisschichten.

Diese Änderungen spiegeln einen einschneidenden Umschwung im Muster der atmosphärischen Zirkulation wider, der zu Beginn des Holozäns mit einer Temperaturerhöhung um 10 °C im Arktisbereich einherging. Der beobachtete Rückgang im Deuteriumüberschuss von 2 bis 3 ‰ deutet paradoxerweise auf ein Absinken der Ozeantemperaturen um 2 bis 4 °C im Verdunstungsgebiet, der sich jedoch durch eine abrupte Nordwärtsverschiebung der Polarfront erklären lässt. Er dokumentiert die Verschiebung des eiszeitlichen Verdunstungsgebietes in mittleren Breiten des Atlantiks zu wesentlich kühleren nördlichen Breiten mit Einsetzen des Holozäns.

## Absolute Datierung
Der GSSP Pleistozän/Holozän wurde auf 11700 Jahre vor dem Jahr 2000 datiert. Diese Datierung erfolgte auf indirektem Weg unter Zuhilfenahme einer dünnen Lage Vulkanasche, die in sämtlichen Eiskernen Grönlands vorkommt und deren Alter im Dye-3-Eiskern radiometrisch mit 8236 ± 47 Jahren b2k ermittelt wurde. Ausgehend von dieser Zeitmarke (im stratigraphischen Fachvokabular Datum genannt) wurde das Alter des GSSP schließlich durch einfaches Abzählen der im Schnitt 20 cm mächtigen jährlichen Eisschichten bestimmt.
Der GSSP wird zudem von zwei Vulkanaschelagen flankiert, der jüngeren Saksunarvatn-Tephra in 1409,83 Meter Tiefe und der älteren Vedde-Asche in 1506,14 Meter Tiefe. Die Saksunarvatn-Tephra lieferte ein Alter von 10347 Jahren b2k und die Vedde-Asche ein Alter von 12171 Jahren b2k. Die beiden Aschelagen sind über den gesamten Nordatlantikraum verbreitet und finden sich in marinen und terrestrischen Sedimenten wieder.

## GSSP-Stellvertreter

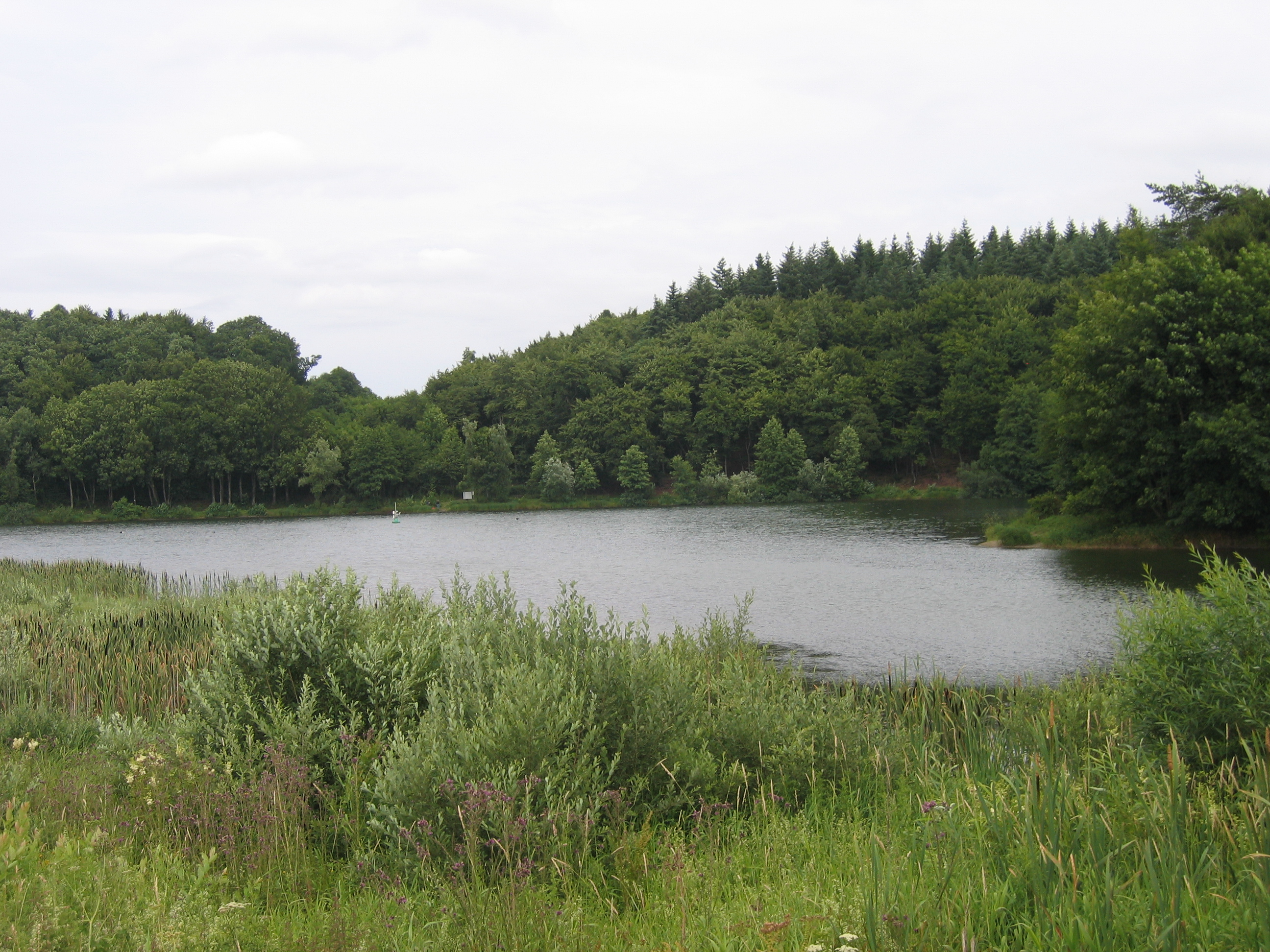
Das Holzmaar

Komplementär zum NGRIP-Bohrkernprofil wurden mehrere terrestrische und ein mariner Stellvertreter vorgeschlagen:
- Eifelmaare: Holzmaar und Meerfelder Maar in Deutschland:
Die beiden 17 bis 18 Meter tiefen Maare zeichnen sich durch deutliche Warvenschichtung in ihrem Bodensediment aus. Bohrungen ergaben für den Übergang zum Holozän, der sich in beiden Seesedimenten durch markante sedimentologische und floristische Veränderungen in der Pollenzusammensetzung zu erkennen gibt, für das Holzmaar ein Alter von 11600 Warvenjahren BP[7] und für das Meerfelder Maar 11590 Warvenjahre BP.[8]
- Splan Pond (auch Basswood Road Lake) in Nordostkanada (New Brunswick)
In dem 10,8 Meter tiefen See wurden mehrere, bis 6,5 Meter lange Bohrprofile gezogen, in denen sich die Pleistozän/Holozängrenze sehr deutlich erkennen lässt. Die Jüngere Dryas wird durch eine 55 bis 80 Zentimeter dicke, graue Tonlage repräsentiert, die an der Grenze zum Holozän abrupt in eine dunkelbraune Gyttja übergeht. Gleichzeitig erfolgt ein deutlicher Anstieg im organischen Kohlenstoffgehalt Corg von <5 auf über 30 %. Die Pollenzusammensetzung zeigt bei Gräsern einen Rückgang von 30 auf 15 %, gleichzeitig verzeichnen Baumpollen einen starken Anstieg (insbesondere das Taxon Picea, das von 7 auf 40 % anwächst). Die Diatomeen verzeichnen ebenfalls einen spürbaren Anstieg. Bei den Chironomiden lässt sich ein jäher Übergang von Kaltformen wie Heterotrissocladius zu Warmformen wie Dicrotendipes beobachten. Ein auf der Zusammensetzung der Chironomidentaxa beruhendes Temperaturmodell legt einen Temperaturanstieg von 10 °C nahe.[9] Datierungen mit der Radiokohlenstoffmethode ergaben für die Grenze eine Zeitspanne von 11385 bis 11981 Jahren BP.[10]
- Suigetsu-See in Japan
Der 37 Meter tiefe, bei Tsuruga am Japanischen Meer gelegene See tektonischen Ursprungs enthält eine 73,5 Meter mächtige, lakustrine Sedimentfolge, deren oberste 40 Meter Jahreslagen aufweisen und die letzten 50.000 Jahre dokumentieren. Die Pleistozän/Holozängrenze wurde im SG3-Bohrkern in 13,91 Meter Tiefe angetroffen. Eine auf Pollendaten beruhende Temperaturrekonstruktion zeigt an der Grenze einen jähen Anstieg,[11] begleitet von einem drastischen Rückgang des Fagus-Pollens von 40 auf 20 %. Die Grenze wurde mittels der Radiokohlenstoffmethode an Pflanzenresten auf 11552 ± 88 Kalenderjahre BP datiert.[12]
- Lake Maratoto in Neuseeland
Lake Maratoto, 12,5 Kilometer südlich von Hamilton, gehört zu einer Gruppe von 30 kleineren Seen in der Waikato-Tiefebene, die vor rund 20000 Jahren durch Aggradation des Waikato River auf der Nordinsel Neuseelands entstand.[13] Der See enthält eine vollständige Sedimentfolge, die bis ins letzte glaziale Maximum zurückreicht. Die Lage der Pleistozän/Holozängrenze kann mittels Tephro- und Pollenstratigraphie ermittelt werden. Sie befindet sich in unmittelbarer Nähe der andesitischen Konini-Tephra des Mount Egmont, die auf 11720 ± 220 Kalenderjahre BP datiert wurde.[14]
- Cariaco-Becken nördlich von Venezuela
 Das südöstlich der Isla La Tortuga gelegene Cariaco-Becken ist aufgrund eingeschränkter Tiefenwasserzirkulation und hoher organischer Produktionsrate an der Oberfläche ab 300 Meter Wassertiefe anoxisch. Die Beckensedimente bauen sich aus warvenähnlichen, laminierten Wechsellagen auf, die den Wechsel von einer windreichen Trockenzeit mit küstennahem Auftrieb zu einer windfreien Regenzeit dokumentieren. Die Dicke der hellen Lagen kann hierbei stellvertretend für die Parameter organische Produktivität, Auftrieb und Passatwindstärke herangezogen werden.[15] Es ergab sich, dass die registrierten Änderungen im Sediment des Cariaco-Beckens nahezu identisch mit den Parameteränderungen in den Eisbohrkernen Grönlands verliefen – der rasche, nur 6 Jahre benötigende Klimaumschwung an der Wende zum Holozän war somit in diesen beiden weit auseinander liegenden Regionen nahezu synchron erfolgt. Dies erklärt sich möglicherweise durch eine Koppelung der Passatwindstärke mit dem Nord-Süd-Temperaturgefälle im Nordatlantik. Der Klimaumschwung im Cariaco-Becken wurde im Bohrkern PL07-58PC auf 11578 ± 32 Kalenderjahre BP datiert.[16]